# Prieuré de Mazerat-Aurouze
Le prieuré de Mazerat-Aurouze est un prieuré situé à Mazerat-Aurouze, en France.

## Localisation
Ce prieuré est situé dans le département français de la Haute-Loire, dans l'ancienne région historique et culturelle d'Auvergne.

## Historique
Le monument date du XIIe siècle.

## Protection
Le prieuré est inscrit au titre des monuments historiques par arrêté du 15 janvier 1932.